# IV K
IV K – seria wąskotorowych lokomotyw parowych wyprodukowanych dla kolei saksońskich w latach 1892–1921 w zakładach Sächsische Maschinenfabrik. Stanowiły parowozy wieloczłonowe systemu Günthera-Meyera. Zbudowano 96 parowozów. Oznaczone następnie serią Kolei Niemieckich 9951–60.

## Historia powstania
Parowóz serii IV K został skonstruowany w zakładach Sächsische Maschinenfabrik (dawniej Richard Hartmann) w Chemnitz w odpowiedzi na zapotrzebowanie na mocniejsze lokomotywy dla sieci kolei wąskotorowych w Królestwie Saksonii pod koniec XIX wieku, uzupełniające lokomotywy serii I K i nieliczne II K i III K. Dla uzyskania większej siły pociągowej lokomotywa miała cztery osie napędowe. Aby umożliwić zastosowanie wydajnego kotła przy zachowaniu możliwości wpisywania się w ciasne łuki, zdecydowano się na budowę parowozu wieloczłonowego systemu Günthera-Meyera, w którym zastosowano dwa wózki napędowe, z czterocylindrowym silnikiem sprzężonym. W latach 1892-1921 zbudowano łącznie 96 lokomotyw o numerach od 103 do 198. Początkowo nadano im nazwę serii HMTKV, oznaczającą lokomotywę budowy Hartmanna (H) typu Meyera (M), tendrzak (T – Tenderlok) wąskotorowy (K) z silnikiem sprzężonym (V – Verbundtriebwerk). Od 1896 roku oznaczono je serią K IV, a od 1900 roku według ostatecznego systemu: IV K (czwarty typ parowozu wąskotorowego, K od Kleinspur, dosłownie: „mały rozstaw”).
W toku długiej, prawie trzydziestoletniej budowy serii, zwiększono ciśnienie robocze pary z 12 do 14 atmosfer i masę służbową z 26,8 do 28,6 ton. Lokomotywy późnej budowy, od oznaczonej późniejszym numerem 99 561, miały średnicę cylindrów niskiego ciśnienia powiększoną z 370 do 400 mm i zapas węgla zwiększony do 1,2 t.

## Użycie

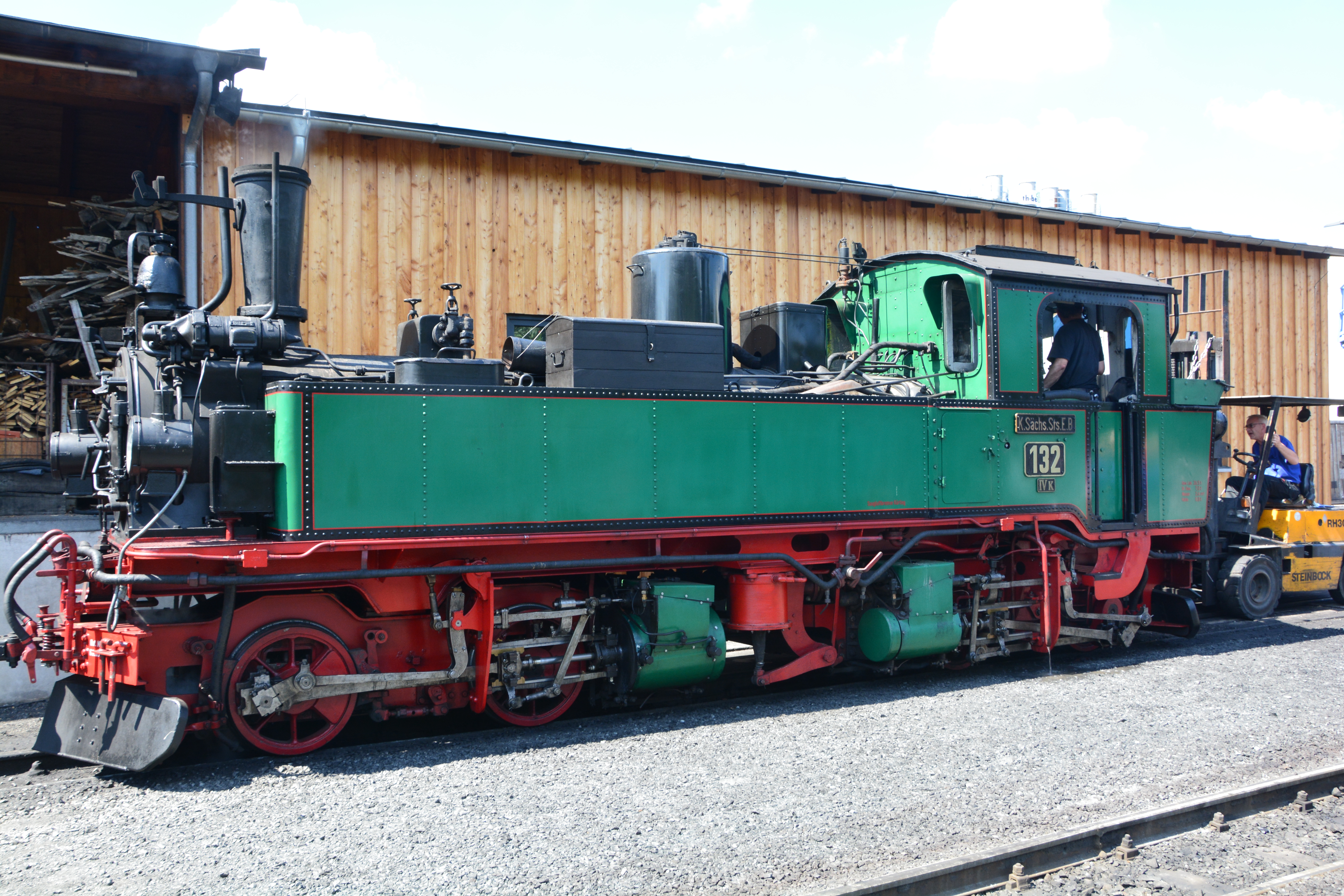
Zachowana lokomotywa z oznakowaniem historycznym IV K 132

Parowozy serii IV K, zbudowane w liczbie 96 sztuk, stały się najliczniejszą jednolitą serią parowozów wąskotorowych zbudowanych kiedykolwiek dla kolei niemieckich. Używane były początkowo na licznych kolejach Saksonii o prześwicie 750 mm, których sieć do 1920 roku sięgnęła około 520 km. Po I wojnie światowej Niemcy utraciły pięć lokomotyw tej serii, a pozostałe 91 zostało przejęte przez Koleje Rzeszy (Deutsche Reichsbahn). Otrzymały numer serii 9951–60 i numery z zakresu od 99 511 do 608 (511–546, 551–558, 561–579, 581–608).
Po zakończeniu II wojny światowej pozostało w Niemczech 57 sprawnych lokomotyw tej serii. Dziewięć z nich, używanych od 1950 roku na Rugii, wyposażono w hamulce pneumatyczne Knorra ze zbiornikami powietrza nad kotłem. Od 1962 roku 25 lokomotyw zrekonstruowano z zastosowaniem nowych kotłów, część otrzymała też nowe ramy. Zrekonstruowane lokomotywy można było odróżnić przez bardziej płaską górną powierzchnię zbieralnika pary i brak kwadratowej piasecznicy na kotle. Ciśnienie pary sięgnęło 15 atmosfer.
1 lipca 1970 roku pozostałe lokomotywy przenumerowano według nowego schematu, z zachowaniem serii 99 i dotychczasowych numerów z dodaną na początku cyfrą 1, oraz dodaną na końcu po myślniku cyfrą kontrolną.
Dwie lokomotywy (554 i 558) po II wojnie światowej trafiły na Koleje Czechosłowackie, oznaczone jako seria U 99.5, z zachowaniem dotychczasowych numerów.